# 中国翰园碑林
中国翰园碑林位于河南省开封市龙亭公园西侧，是国家4A级旅游景区。

## 简介
碑林是由开封市退休干部李公涛节衣缩食，于1985年以只许投入、不许索取为原则发起创建的，20年来他全家共为碑林建设无偿投入1500多万元。李公涛先生因此被誉为“当代文化愚公”。碑林被河南省教委以及20多家大、中、小学校定为德育教育基地。
碑林占地120亩，有当代书画巨匠名篇碑刻3500块，碑廊长3公里，与西安碑林、曲阜碑林齐名。碑刻以书法艺术为主，集诗、书、画、印之大成，融碑刻艺术和古典园林建筑艺术于一体。按表现内容和表现对象设中心碑廊、现代碑廊、宋代碑廊、历代帝王名臣碑廊、绘画碑廊、篆刻碑廊、硬笔书法碑廊、少数民族文字书法碑廊、中年书法碑廊和国际友谊碑廊。碑林被新闻界誉为“中国历史上第一座民办碑林”、“中国最大碑林”、“世界之最”。